# Камелия Недкова
Камелия Недкова е българска актриса.

## Биография
Камелия Недкова е измежду последните студенти приети във ВИТИЗ от Апостол Карамитев през 1973 г. Завършва академията през 1977 г. със специалност „актьорско майсторство за драматичен театър“ в класа на Енчо Халачев.
Работи в Народен театър „Иван Вазов“ .
Играе в радиоспектаклите на Българското радио. Недкова се занимава с дублаж през 80-те години, озвучавайки филми за Българската телевизия, измежду които френския „И котката е хищник“.

## Театрални роли
- „Един безумен ден или Сватбата на Фигаро“ Бомарше

## Телевизионен театър
- „Фарисеи“ (1988) (Димитрис Псатас)
- „Момина китка“ (1988, мюзикъл) (Кръстю Пишурка), 2 части
- „Реабилитация“ (1988) (Евгений Тодоров)
- „Моцарт и нервна система“ (1980) (Иван Радоев)
- „Пътник без багаж“ (1977) (Жак Ануи)
- „Гледна точка“ (1977) (Василий Шукшин)

## Филмография
| Година | Филми/Сериали          | Серии | Роля                            |
| ------ | ---------------------- | ----- | ------------------------------- |
| 1989   | Поверие за белия вятър |       |                                 |
| 1988   | Ако можеш, забрави     |       | Мичето                          |
| 1985   | Нощем с белите коне    | 6     |                                 |
| 1984   | Златният век           | 11    | Мария (в 4 серии: I, II, V, VI) |
| 1977   | Басейнът               |       |                                 |
| 1974   | Изповед в ареста       |       | Елена                           |